# Panico del 1873

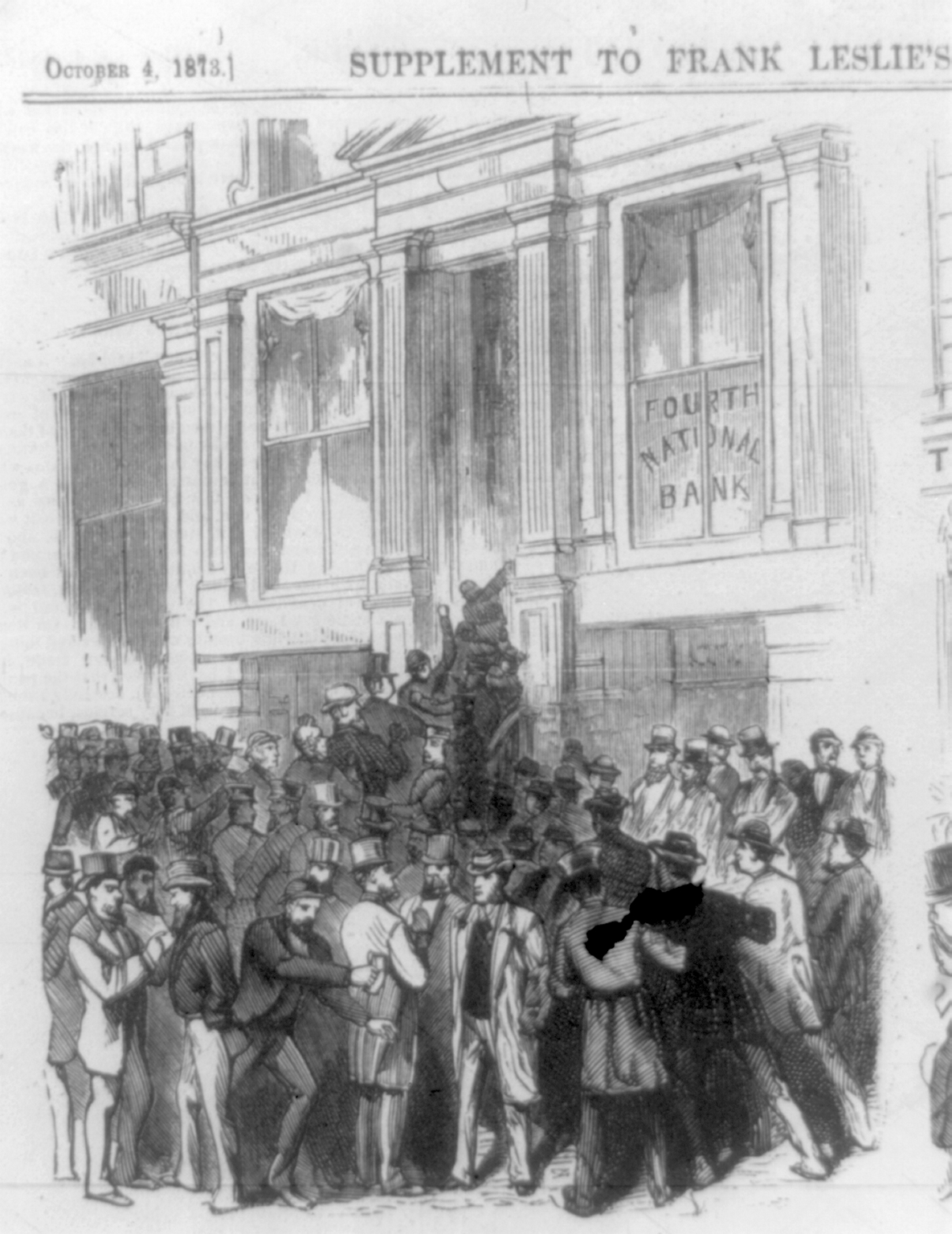
Una corsa agli sportelli della Fourth National Bank in Nassau Street 20, New York City, dal Giornale Illustrato di Frank Leslie, 4 ottobre 1873

Il panico del 1873 fu una crisi finanziaria che innescò una depressione economica in Europa e America del Nord che durò dal 1873 al 1877 o 1879 in Francia e nel Regno Unito. In Gran Bretagna, il panico diede inizio a due decenni di stagnazione nota come "lunga depressione" che ridusse la rilevanza economica del paese. Negli Stati Uniti il panico era noto come la "Grande Depressione" fino a quando gli eventi del 1929 e l'inizio degli anni 1930 non la superarono per intensità.
Il panico del 1873 e la successiva depressione avevano diverse cause di fondo, la cui importanza relativa è oggetto di dibattito tra gli storici dell'economia. L'inflazione americana, gli investimenti speculativi dilaganti (in modo predominante nelle ferrovie), la demonetizzazione dell'argento in Germania e negli Stati Uniti, le ripercussioni della dislocazione economica in Europa causata dalla guerra franco-prussiana (1870-1871) e le notevoli perdite economiche nel grande incendio di Chicago (1871) e nel grande incendio di Boston (1872) contribuirono a mettere a dura prova le riserve bancarie, che a New York crollarono da 50 milioni di dollari a 17 milioni tra settembre e ottobre 1873.
I primi sintomi della crisi furono alcuni fallimenti finanziari a Vienna, la capitale dell'Impero austro-ungarico, che si ripercossero in gran parte dell'Europa e nel Nord America entro il 1873.

## Stati Uniti d'America

### Cause
La guerra civile americana (1861-1865) fu seguita da un'impennata nella costruzione di ferrovie. 33 000 miglia (53 000 km) di nuovi binari furono posati in tutto il paese tra il 1868 e il 1873, con gran frenesia di investimenti ferroviari che approfittava delle concessioni di terreni e sussidi alle ferrovie. L'industria ferroviaria era il più grande datore di lavoro al di fuori dell'agricoltura negli Stati Uniti e comportava grandi somme di denaro e grandi rischi. Un grande afflusso di denaro da parte degli speculatori provocò una crescita spettacolare nel settore e nella costruzione di porti, fabbriche e strutture ausiliarie. La maggior parte del capitale fu usata in progetti che non offrivano rendimenti a breve termine.

### Legge sul conio del 1873
La frenesia di costruzione delle ferrovie settentrionali produsse un periodo di espansione economica, prima di una serie di battute d'arresto economiche: il panico del Black Friday del 1869, l'incendio di Chicago del 1871, un'epidemia di influenza equina, l'incendio di Boston del 1872 e la demonetizzazione dell'argento nel 1873.
La decisione dell'Impero tedesco di cessare di coniare talleri d'argento nel 1871 causò un calo della domanda e una pressione al ribasso sul valore dell'argento, che a sua volta influenzò gli Stati Uniti poiché gran parte dell'argento prodotto veniva estratta lì. Di conseguenza, il Congresso degli Stati Uniti approvò la legge sul conio del 1873, che cambiò la politica nazionale sull'argento.
Prima della legge, gli Stati Uniti avevano mantenuto convertibile la propria valuta in oro e argento e coniato entrambi i tipi di monete. La legge spostò gli Stati Uniti verso un sistema aureo de facto, il che significava che non avrebbero più acquistato argento a un prezzo legale o convertito l'argento da privati in monete d'argento, ma avrebbe comunque coniato dollari d'argento per l'esportazione sotto forma di dollari commerciali.
La legge ebbe l'effetto immediato di deprimere i prezzi dell'argento, danneggiando gli interessi minerari del West, che definirono la legge "il crimine del '73", ma il suo effetto fu compensato in qualche modo dall'introduzione di un dollaro commerciale d'argento da utilizzare in Asia e dalla scoperta di nuovi depositi d'argento a Virginia City, nel Nevada, che portarono a nuovi investimenti nell'attività mineraria. La legge ridusse inoltre l'offerta di moneta nazionale, aumentando i tassi di interesse e danneggiando gli agricoltori e gli altri forti debitori. Il clamore che ne derivò sollevò seri interrogativi sulla durata della nuova politica. La sensazione di instabilità statunitense nella sua politica monetaria indusse gli investitori a evitare i contratti a lungo termine, in particolare le obbligazioni a lungo termine. Il problema fu aggravato dall'esaurimento dell'euforia intorno alle ferrovie.
Nel settembre 1873 l'economia statunitense entrò in crisi.

#### Il fallimento della Jay Cooke & Company
Nel settembre 1873 la Jay Cooke & Company, una componente importante del sistema bancario del paese, si trovò incapace di vendere diversi milioni di dollari di obbligazioni della Northern Pacific Railway. L'azienda di Jay Cooke, come molte altre, aveva investito pesantemente nelle ferrovie. La politica monetaria del presidente degli Stati Uniti Ulysses S. Grant di contrarre l'offerta di moneta e quindi aumentare i tassi di interesse peggiorò le cose per coloro che erano indebitati. Le imprese si stavano espandendo, ma i soldi di cui avevano bisogno per finanziare quella crescita stavano diventando più scarsi.
Cooke e altri imprenditori avevano progettato di costruire la seconda ferrovia transcontinentale, la Northern Pacific Railway. L'azienda di Cooke garantì il finanziamento, e i lavori per la linea si iniziarono vicino a Duluth, nel Minnesota, il 15 febbraio 1870. La ferrovia aveva preso in prestito più di 1,5 milioni di dollari da Cooke & Co ma non fu in grado di rimborsarli. A causa della crisi finanziaria in Europa, Cooke non poté vendere i titoli all'estero. Proprio mentre Cooke stava per accedere a parte di un prestito governativo di 300 milioni di dollari nel settembre 1873, circolarono rapporti secondo cui il credito della sua azienda era diventato quasi senza valore. Il 18 settembre la società dichiarò fallimento.

#### Settore assicurativo
Molte compagnie di assicurazione statunitensi fallirono, poiché il deterioramento delle condizioni finanziarie creò problemi di solvibilità per le assicurazioni sulla vita. Il fattore comune delle società sopravvissute era che tutte vendevano tontine.

### Effetti

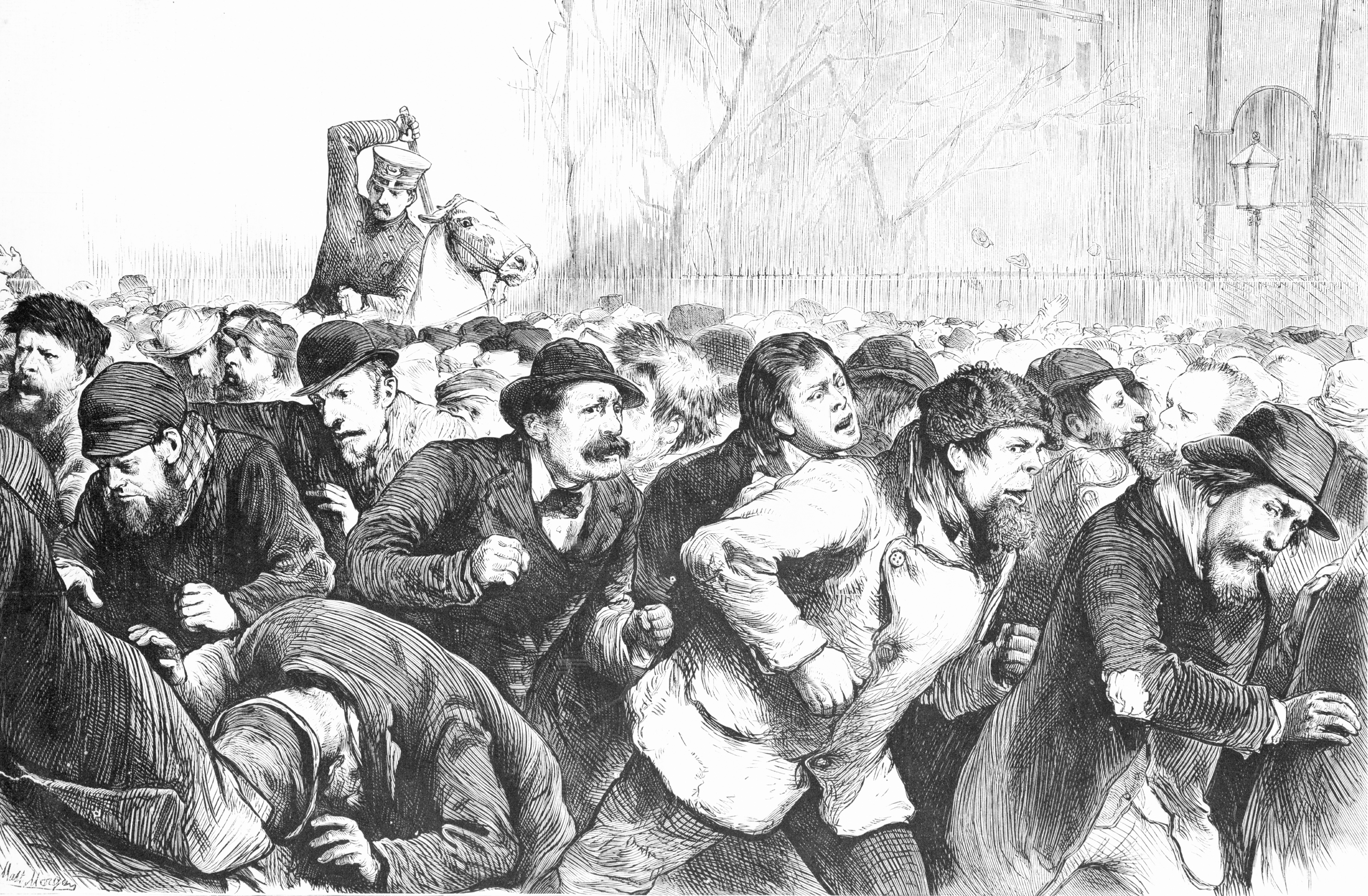
La polizia di New York attacca violentemente i lavoratori disoccupati nel Tompkins Square Park, 1874

Il fallimento della banca di Jay Cooke e subito dopo quella di Henry Clews, provocò una reazione a catena di fallimenti bancari e fece chiudere temporaneamente la Borsa di New York. Le fabbriche iniziarono a licenziare i lavoratori mentre il paese scivolava nella depressione. Gli effetti del panico si fecero sentire rapidamente a New York e più lentamente a Chicago, Virginia City (dove era attiva l'estrazione dell'argento) e San Francisco.
La Borsa di New York fu chiusa per dieci giorni a partire dal 20 settembre. Entro il novembre 1873 circa 55 delle ferrovie nazionali erano già fallite e altre 60 fallirono entro il primo anno della crisi. La costruzione di nuove linee ferroviarie, in passato una delle colonne portanti dell'economia, precipitò da 7 500 miglia (12 100 km) di linee nel 1872 a sole 1 600 miglia (2 600 km) nel 1875, e 18 000 imprese fallirono tra il 1873 e il 1875. La disoccupazione raggiunse il picco nel 1878 all'8,25%. L'edilizia quasi si arrestò, i salari furono ridotti, i prezzi dei beni immobiliari diminuirono e i profitti aziendali svanirono.
Nel 1874 il Congresso approvò un disegno di legge per consentire la stampa di valuta, aumentando l'inflazione e riducendo il valore dei debiti. Al disegno di legge fu però posto il veto dal presidente Grant. L'anno successivo, il Congresso approvò lo Special Resumption Act, che rese convertibile il dollaro in oro. Questo contribuì a frenare l'inflazione e a stabilizzare il dollaro.

### Sciopero delle ferrovie
Nel 1877 forti tagli salariali portarono i lavoratori delle ferrovie americane a lanciare il grande sciopero della ferrovia. Le prime proteste scoppiarono a Martinsburg, in West Virginia, dopo che la Baltimore and Ohio Railroad (B&O) aveva ridotto la paga dei lavoratori per la terza volta in un anno. Il governatore della Virginia Occidentale Henry M. Mathews inviò la milizia, guidata dal colonnello Charles J. Faulkner, per ristabilire l'ordine, ma senza successo, soprattutto perché la milizia simpatizzava con i lavoratori.
Poiché i lavoratori iniziavano una rivolta, con notizie di saccheggi e attacchi a civili e polizia, il governatore chiese l'aiuto federale al presidente degli Stati Uniti Rutherford B. Hayes, e Hayes inviò truppe federali. Ciò riportò la pace a Martinsburg ma si rivelò fonte di polemiche, con molti giornali critici verso la definizione di "insurrezione" data da Mathews riguardo agli scioperi, piuttosto che come atto di disperazione. Un giornale in particolare riportò il punto di vista di un operaio in sciopero, il quale "avrebbe preferito morire per un proiettile che morire di fame a poco a poco". Nel giro di una settimana, proteste simili erano scoppiate in Maryland, New York, Pennsylvania, Illinois e Missouri.
Nel luglio 1877 il mercato del legname crollò, portando diverse aziende di legname del Michigan al fallimento. Nel giro di un anno gli effetti di questa seconda crisi economica raggiunsero la California.
La depressione terminò nella primavera del 1879, ma le tensioni tra i lavoratori e i dirigenti bancari e manifatturieri persistettero.
Le cattive condizioni economiche portarono inoltre gli elettori a punire il Partito Repubblicano. Nelle elezioni del Congresso del 1874, il Partito Democratico conquistò la maggioranza della Camera per la prima volta dalla guerra civile.
L'opinione pubblica rese difficile per la presidenza Grant lo sviluppo di una politica coerente nei confronti degli stati meridionali, e il nord cominciò ad allontanarsi dall'era della ricostruzione. Con la depressione, ambiziosi programmi di costruzione di ferrovie furono cancellati in tutto il sud, lasciando la maggior parte degli stati profondamente indebitati e con un'elevata pressione fiscale. Il ridimensionamento fu una risposta comune del sud ai debiti statali durante la depressione. Uno a uno, ogni stato fu conquistato dai Democratici del Sud, e i Repubblicani persero potere.
La fine della crisi coincise con l'inizio della grande ondata di immigrazione negli Stati Uniti, che durò fino ai primi anni 1920.

## Europa
Il panico e la depressione colpirono tutte le nazioni industrializzate.

### Germania e Austria-Ungheria

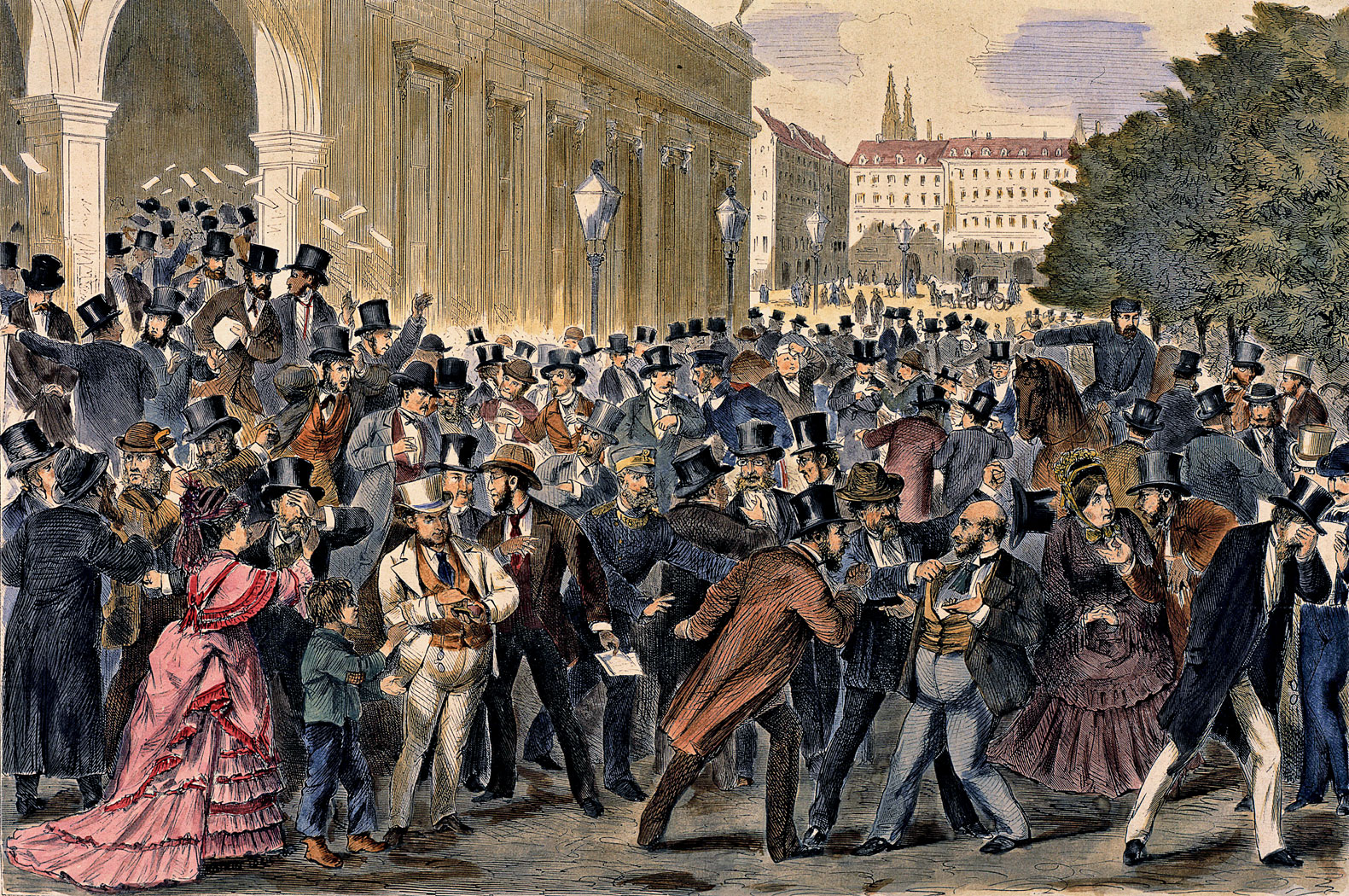
Venerdì nero, 9 maggio 1873, Borsa di Vienna

Un simile processo di espansione eccessiva ebbe luogo in Germania e in Austria-Ungheria, dove il periodo dall'unificazione tedesca nel 1870 e 1871 al crollo del 1873 venne chiamato Gründerjahre ("Gli anni dei fondatori"). Una legge più liberista sulla creazione di società in Germania diede impulso alla fondazione di nuove imprese, come la Deutsche Bank e la strutturazione di altre già avviate. L'euforia per la vittoria militare contro la Francia nel 1871 e l'afflusso di capitali per il pagamento da parte della Francia delle riparazioni di guerra alimentarono la speculazione del mercato azionario su ferrovie, fabbriche, porti, navi a vapore; gli stessi rami industriali che si erano espansi in modo insostenibile negli Stati Uniti. Subito dopo la sua vittoria contro la Francia, Bismarck iniziò il processo di demonetizzazione dell'argento. Il processo iniziò il 23 novembre 1871 e culminò con l'introduzione del marco d'oro il 9 luglio 1873 come valuta per il Reich appena unito, sostituendo le monete d'argento di tutti i Land. La Germania entrava quindi nel sistema aureo. La demonetizzazione dell'argento era dunque un elemento comune nelle crisi su entrambe le sponde dell'Oceano Atlantico.
Il 9 maggio 1873 la Borsa di Vienna crollò, facendo scoppiare la bolla di espansione, insolvenze e manipolazioni disoneste. Ne seguì una serie di fallimenti di banche viennesi, che provocarono una contrazione del denaro disponibile per il prestito alle imprese. Uno dei privati più famosi che fallì nel 1873 fu Stephan Keglevich di Vienna, un parente di Gábor Keglevich, che era stato il maestro del tesoro reale (1842-1848) e nel 1845 aveva co-fondato un'associazione finanziaria per finanziare l'espansione dell'industria ungherese e per proteggere i rimborsi dei prestiti, simile al Kreditschutzverband del 1870, un'associazione austriaca per la tutela dei creditori e gli interessi dei suoi membri in caso di fallimento. Questo rese possibile la creazione di una serie di nuove banche austriache nel 1873 dopo il crollo della Borsa di Vienna.
A Berlino, l'impero ferroviario di Bethel Henry Strousberg fallì dopo un rovinoso risarcimento al governo rumeno, facendo scoppiare la bolla speculativa in Germania. La contrazione dell'economia tedesca fu aggravata dalla fine dei pagamenti per le riparazioni di guerra alla Germania da parte della Francia nel settembre 1873. Due anni dopo la fondazione dell'Impero tedesco, il panico arrivò e divenne noto come Gründerkrach o "la crisi dei fondatori". Nel 1865 Keglevich e Strousberg erano entrati in concorrenza diretta in un progetto nell'attuale Slovacchia. Nel 1870 il governo ungherese, e nel 1872 l'imperatore-re Francesco Giuseppe I d'Austria, risolse la questione dei progetti concorrenti.
Sebbene qualcuno avesse previsto il crollo del finanziamento del prestito estero, gli eventi di quell'anno furono di per sé relativamente poco importanti. Buda, la vecchia capitale dell'Ungheria, e Óbuda furono ufficialmente unite a Pest creando così la nuova metropoli di Budapest nel 1873. La differenza di stabilità tra Vienna e Berlino ebbe l'effetto che il denaro francese alla Germania scorse verso l'Austria e la Russia, ma i pagamenti dell'indennità aggravarono la crisi in Austria, che aveva beneficiato dell'accumulazione di capitale non solo in Germania ma anche in Inghilterra, Paesi Bassi, Belgio, Francia e Russia.
La ripresa dallo crollo avvenne molto più rapidamente in Europa che negli Stati Uniti. Inoltre, le imprese tedesche riuscirono a evitare il tipo di tagli salariali profondi che resero difficili i rapporti di lavoro americani. Si notò anche una componente antisemita nella ripresa economica in Germania e Austria, poiché i piccoli investitori incolpavano gli ebrei per le loro perdite nel crollo. Ben presto a Opatija furono costruiti altri hotel e ville di lusso e nel 1873 una nuova linea ferroviaria fu ampliata, congiungendo la linea Vienna-Trieste a Rijeka (Fiume), consentendo di raggiungere Opatija in treno. Il forte aumento del traffico portuale generò una continua richiesta di espansione. Il Canale di Suez fu aperto nel 1869. Gli anni tra il 1875 e il 1890 divennero "gli anni d'oro" di Giovanni de Ciotta a Rijeka.

### Gran Bretagna
L'apertura del Canale di Suez nel 1869 fu una delle cause del panico del 1873 perché le merci dall'Estremo Oriente erano in precedenza trasportate in navi a vela intorno al Capo di Buona Speranza e venivano immagazzinate in magazzini britannici. Poiché le imbarcazioni a vela non erano adattabili all'uso attraverso il Canale di Suez (perché i venti prevalenti del Mar Mediterraneo soffiano da ovest a est), il trasporto marittimo britannico soffrì.
Allo scoppio della crisi, la Banca d'Inghilterra aumentò i tassi di interesse al 9%. Nonostante ciò, la Gran Bretagna non subì la portata del caos finanziario visto in America e in Europa centrale, forse nella previsione che le disposizioni limitanti la liquidità del Bank Charter Act del 1844 sarebbero state sospese, come lo erano state nelle crisi del 1847, 1857 e 1866. La conseguente recessione economica in Gran Bretagna ne risulta essere stata attenuata: "stagnante" ma senza un "calo della produzione aggregata". Tuttavia si creò una forte disoccupazione nelle industrie di base del carbone, del ferro e dell'acciaio, dell'ingegneria e della costruzione navale, specialmente nel 1873, 1886 e 1893.

#### Confronto con la Germania
Dal 1873 al 1896, un periodo a volte indicato come la lunga depressione, la maggior parte dei paesi europei subì un drastico calo dei prezzi. Tuttavia, molte società furono in grado di ridurre i costi di produzione e ottenere migliori tassi di produttività, e la produzione industriale aumentò del 40% in Gran Bretagna e di oltre il 100% in Germania. Un confronto dei tassi di formazione del capitale in entrambi i paesi aiuta a comprendere i diversi tassi di crescita industriale. Durante la depressione, il rapporto britannico tra gli investimenti nazionali netti e il prodotto nazionale netto scese dall'11,5% al 6,0%, ma il rapporto tedesco passò dal 10,6% al 15,9%. Durante la depressione, la Gran Bretagna scelse la strada dell'adeguamento statico dell'offerta, mentre la Germania stimolò la domanda effettiva e ampliò la capacità di offerta industriale aumentando e regolando la formazione di capitale. Ad esempio, la Germania aumentò notevolmente gli investimenti in capitale sociale, come nella gestione di linee di trasmissione di energia elettrica, strade e ferrovie, stimolando in tal modo la domanda industriale in quel paese, al contrario investimenti simili rimasero fermi o diminuirono in Gran Bretagna. La risultante differenza nella formazione del capitale spiega i livelli divergenti della produzione industriale nei due paesi e i diversi tassi di crescita durante e dopo la depressione.

### India
La scoperta di grandi quantità di argento negli Stati Uniti e in diverse colonie europee causò il panico del 1873 e quindi un calo del valore dell'argento rispetto all'oro, svalutando la valuta dell'India. Questo evento divenne noto come "il crollo della rupia".

### Sudafrica
Nella Colonia del Capo il panico causò bancarotte, aumento della disoccupazione, blocco dei lavori pubblici e una grave crisi commerciale che durò fino alla scoperta dell'oro nel 1886.

### Impero ottomano
Nella periferia, anche l'economia dell'Impero ottomano soffrì la crisi. I tassi di crescita del commercio estero diminuirono, le condizioni di scambio con l'estero si deteriorarono, il calo dei prezzi del grano colpì i produttori agricoli e l'istituzione del controllo europeo sulle finanze ottomane portò a forti pagamenti di debito estero. Anche i tassi di crescita della produzione agricola e aggregata furono inferiori durante la lunga depressione rispetto al periodo successivo.

### Unione monetaria latina
La demonetizzazione generale e il deprezzamento dell'argento indussero l'Unione monetaria latina nel 1873 a sospendere la conversione dell'argento in monete.

## Protezionismo globale
Dopo la depressione del 1873, le imprese agricole e industriali fecero pressioni per ottenere dazi protezionisti. I dazi istituiti nel 1879 protessero questi interessi, stimolarono la rinascita economica attraverso l'intervento statale e ripristinarono il sostegno politico ai politici conservatori Otto von Bismarck in Germania e John A. Macdonald in Canada. Bismarck si allontanò gradualmente dalle politiche economiche liberali classiche negli anni 1870, abbracciando molte politiche economiche interventiste, compresi dazi elevati, nazionalizzazione delle ferrovie e obbligatorietà di copertura assicurativa sociale. Il nazionalismo politico ed economico mise anche in crisi i partiti liberali classici tedesco e canadese. Anche la Francia, come la Gran Bretagna, entrò in una prolungata stagnazione che durò fino al 1897. Anche i francesi tentarono di affrontare i loro problemi economici mediante l'applicazione di dazi. Nuove leggi francesi nel 1880 e nel 1892 imposero dazi rigidi su molte importazioni agricole e industriali. Gli Stati Uniti, ancora nel periodo successivo alla guerra civile, continuarono ad essere molto protezionisti.